# Premiership Rugby Sevens Series 2017
Die Premiership Rugby Sevens Series 2017 sind die 8. Ausgabe der Premiership Rugby Sevens Series und finden am 28. und 29. Juli in Franklin’s Gardens (Northampton) statt.

## Vorrunde

### Gruppe A
| Platz | Team              | Siege | Unent. | Ndlg. | Ergeb. | Diff. | Bonuspunkte | Punkte |
| ----- | ----------------- | ----- | ------ | ----- | ------ | ----- | ----------- | ------ |
| 1.    | Wasps RFC         | 2     | 0      | 0     | 83:10  | + 73  | 2           | 10     |
| 2.    | Newcastle Falcons | 1     | 0      | 1     | 36:50  | − 14  | 1           | 5      |
| 3.    | Leicester Tigers  | 0     | 0      | 2     | 19:78  | − 59  | 0           | 0      |

| 28. Juli 18:00 | Wasps RFC | 31 : 10 | Newcastle Falcons | Franklin’s Gardens, Northampton |
| 28. Juli 18:00 |           |         |                   | Franklin’s Gardens, Northampton |

| 28. Juli 19:28 | Wasps RFC | 52 : 0 | Leicester Tigers | Franklin’s Gardens, Northampton |
| 28. Juli 19:28 |           |        |                  | Franklin’s Gardens, Northampton |

| 28. Juli 20:56 | Newcastle Falcons | 26 : 19 | Leicester Tigers | Franklin’s Gardens, Northampton |
| 28. Juli 20:56 |                   |         |                  | Franklin’s Gardens, Northampton |

### Gruppe B
| Platz | Team             | Siege | Unent. | Ndlg. | Ergeb. | Diff. | Bonuspunkte | Punkte |
| ----- | ---------------- | ----- | ------ | ----- | ------ | ----- | ----------- | ------ |
| 1.    | Gloucester Rugby | 2     | 0      | 0     | 60:17  | + 43  | 2           | 10     |
| 2.    | Harlequins       | 1     | 0      | 1     | 31:39  | − 8   | 1           | 5      |
| 3.    | London Irish     | 0     | 0      | 2     | 20:55  | − 35  | 0           | 0      |

| 28. Juli 18:22 | Harlequins | 7 : 29 | Gloucester Rugby | Franklin’s Gardens, Northampton |
| 28. Juli 18:22 |            |        |                  | Franklin’s Gardens, Northampton |

| 28. Juli 19:50 | Harlequins | 24 : 10 | London Irish | Franklin’s Gardens, Northampton |
| 28. Juli 19:50 |            |         |              | Franklin’s Gardens, Northampton |

| 28. Juli 21:18 | Gloucester Rugby | 31 : 10 | London Irish | Franklin’s Gardens, Northampton |
| 28. Juli 21:18 |                  |         |              | Franklin’s Gardens, Northampton |

### Gruppe C
| Platz | Team               | Siege | Unent. | Ndlg. | Ergeb. | Diff. | Bonuspunkte | Punkte |
| ----- | ------------------ | ----- | ------ | ----- | ------ | ----- | ----------- | ------ |
| 1.    | Worcester Warriors | 2     | 0      | 0     | 62:17  | + 45  | 2           | 10     |
| 2.    | Sale Sharks        | 1     | 0      | 1     | 22:39  | − 17  | 1           | 5      |
| 3.    | Bath Rugby         | 0     | 0      | 2     | 29:57  | − 28  | 0           | 0      |

| 28. Juli 18:44 | Sale Sharks | 0 : 27 | Worcester Warriors | Franklin’s Gardens, Northampton |
| 28. Juli 18:44 |             |        |                    | Franklin’s Gardens, Northampton |

| 28. Juli 20:12 | Sale Sharks | 22 : 12 | Bath Rugby | Franklin’s Gardens, Northampton |
| 28. Juli 20:12 |             |         |            | Franklin’s Gardens, Northampton |

| 28. Juli 21:40 | Worcester Warriors | 35 : 17 | Bath Rugby | Franklin’s Gardens, Northampton |
| 28. Juli 21:40 |                    |         |            | Franklin’s Gardens, Northampton |

### Gruppe D
| Platz | Team               | Siege | Unent. | Ndlg. | Ergeb. | Diff. | Bonuspunkte | Punkte |
| ----- | ------------------ | ----- | ------ | ----- | ------ | ----- | ----------- | ------ |
| 1.    | Exeter Chiefs      | 1     | 0      | 1     | 52:26  | + 26  | 2           | 6      |
| 2.    | Saracens           | 1     | 0      | 1     | 33:29  | + 4   | 2           | 6      |
| 3.    | Northampton Saints | 1     | 0      | 1     | 10:40  | − 30  | 0           | 4      |

| 28. Juli 19:06 | Exeter Chiefs | 33 : 0 | Northampton Saints | Franklin’s Gardens, Northampton |
| 28. Juli 19:06 |               |        |                    | Franklin’s Gardens, Northampton |

| 28. Juli 20:34 | Exeter Chiefs | 19 : 26 | Saracens | Franklin’s Gardens, Northampton |
| 28. Juli 20:34 |               |         |          | Franklin’s Gardens, Northampton |

| 28. Juli 22:02 | Northampton Saints | 10 : 7 | Saracens | Franklin’s Gardens, Northampton |
| 28. Juli 22:02 |                    |        |          | Franklin’s Gardens, Northampton |

## Finalrunde

### Viertelfinale
| 29. Juli 15:00 | Wasps RFC | 27 : 10 | Sale Sharks | Franklin’s Gardens, Northampton |
| 29. Juli 15:00 |           |         |             | Franklin’s Gardens, Northampton |

| 29. Juli 15:22 | Worcester Warriors | 24 : 28 | Newcastle Falcons | Franklin’s Gardens, Northampton |
| 29. Juli 15:22 |                    |         |                   | Franklin’s Gardens, Northampton |

| 29. Juli 15:44 | Gloucester Rugby | 24 : 26 | Harlequins | Franklin’s Gardens, Northampton |
| 29. Juli 15:44 |                  |         |            | Franklin’s Gardens, Northampton |

| 29. Juli 16:06 | Exeter Chiefs | 26 : 14 | Saracens | Franklin’s Gardens, Northampton |
| 29. Juli 16:06 |               |         |          | Franklin’s Gardens, Northampton |

### Bowl
Halbfinale
| 29. Juli 16:28 | Northampton Saints | 28 : 12 | London Irish | Franklin’s Gardens, Northampton |
| 29. Juli 16:28 |                    |         |              | Franklin’s Gardens, Northampton |

| 29. Juli 16:50 | Leicester Tigers | 19 : 12 | Bath Rugby | Franklin’s Gardens, Northampton |
| 29. Juli 16:50 |                  |         |            | Franklin’s Gardens, Northampton |

Finale
| 29. Juli 18:40 | Northampton Saints | 24 : 21 | Leicester Tigers | Franklin’s Gardens, Northampton |
| 29. Juli 18:40 |                    |         |                  | Franklin’s Gardens, Northampton |

### Plate
Halbfinale
| 29. Juli 17:12 | Sale Sharks | 15 : 31 | Saracens | Franklin’s Gardens, Northampton |
| 29. Juli 17:12 |             |         |          | Franklin’s Gardens, Northampton |

| 29. Juli 17:34 | Gloucester Rugby | 29 : 22 | Worcester Warriors | Franklin’s Gardens, Northampton |
| 29. Juli 17:34 |                  |         |                    | Franklin’s Gardens, Northampton |

Finale
| 29. Juli 19:02 | Saracens | 12 : 22 | Gloucester Rugby | Franklin’s Gardens, Northampton |
| 29. Juli 19:02 |          |         |                  | Franklin’s Gardens, Northampton |

### Cup
Halbfinale
| 29. Juli 17:56 | Wasps RFC | 21 : 17 | Exeter Chiefs | Franklin’s Gardens, Northampton |
| 29. Juli 17:56 |           |         |               | Franklin’s Gardens, Northampton |

| 29. Juli 18:18 | Newcastle Falcons | 29 : 24 n. V. | Harlequins | Franklin’s Gardens, Northampton |
| 29. Juli 18:18 |                   |               |            | Franklin’s Gardens, Northampton |

Finale
| 29. Juli 19:24 | Wasps RFC | 31 : 12 | Newcastle Falcons | Franklin’s Gardens, Northampton |
| 29. Juli 19:24 |           |         |                   | Franklin’s Gardens, Northampton |